# Diego de Deza
Diego de Deza y Tavera (Toro, 1444 – Sevilla, 9 de junho de 1523), foi sacerdote, teólogo e inquisidor espanhol.

## Biografia
Estudou na Universidade de Salamanca onde mais tarde foi professor de Teologia. Em 1470, ingressou na Ordem dos Pregadores.
Foi nomeado tutor do príncipe João, filho dos Reis Católicos. Logo, foi nomeado também bispo de Zamora e em 1494, bispo de Salamanca. O príncipe residiu com ele e nesta cidade contrai uma enfermidade que o leva à morte, em outubro de 1497.
Em 1498 é nomeado bispo de Jaén e, entre 1500 e 1504, ocupa o bispado de Palência e sendo nomeado depois bispo de Sevilha. Defendeu as ideias de Cristóvão Colombo ante o rei da Espanha e o acompanhou à Universidade de Salamanca, onde Sua Majestade iria se encontrar com o corpo docente.
Foi inquisidor de Castela e em Aragão desde 1499, sendo substituído por outro cardeal em 1507. Foi nomeado arcebispo de Toledo, mas não chegou a tomar posse, pois morreu antes.